# Palazzo Altoviti (Roma)
Il Palazzo degli Altoviti era un palazzo cinquecentesco della famiglia fiorentina degli Altoviti e sito sul Lungotevere degli Altoviti, affacciato su Ponte Sant'Angelo.

## Descrizione storica
È stato costruito da Bindo Altoviti nel 1514, in una caratteristica posizione posta all'estremità del Ponte Sant'Angelo e affacciato sul Tevere. Lato terra, il palazzo si affacciava sulla Piazza di Ponte Sant'Angelo. 
In questo palazzo nacque nel 1751 l'archeologo Ennio Quirino Visconti.
Il Palazzo era riccamente decorato, ma tali opere d'arte sono state quasi completamente disperse. Tra gli artisti che vi lavoravano ci fu anche Giorgio Vasari, autore di un ricco soffitto di questo palazzo collocato nel 1932 a Palazzo Venezia in una sala ribattezzata "Sala Altoviti". Un busto presente storicamente nel palazzo, il Busto di Bindo Altoviti, opera cinquecentesca di Benvenuto Cellini, è attualmente visibile all'Isabella Stewart-Gardner Museum di Boston.
Ai suoi fianchi erano presenti delle botteghe di proprietà degli Altoviti, espropriate nel XVII secolo. Sulla riva opposta del fiume era situata la villa Altoviti, cui si accedeva tramite un portale che dava sul fiume.
Fu demolito nel 1888, in concomitanza con la costruzione dei muraglioni di contenimento del Tevere e del  Lungotevere degli Altoviti.